# DeSoto CK-Series
La CK-Series è un'autovettura prodotta dalla DeSoto nel 1930.

## Storia
Il modello era equipaggiato, come l'antenata K-Series, da un motore a sei cilindri e valvole laterali da 2.866 cm³ di cilindrata che erogava 55 CV di potenza a 3.000 giri al minuto. L'alesaggio e la corsa erano, rispettivamente, 76,2 mm e 104,8 millimetri. Il cambio era manuale a tre velocità e la trazione era posteriore. Le ruote erano a raggi ed i freni erano idraulici. La CK-Series venne offerta in versione coupé due porte, roadster due porte, berlina due e quattro porte e phaeton quattro porte.